# Newkid

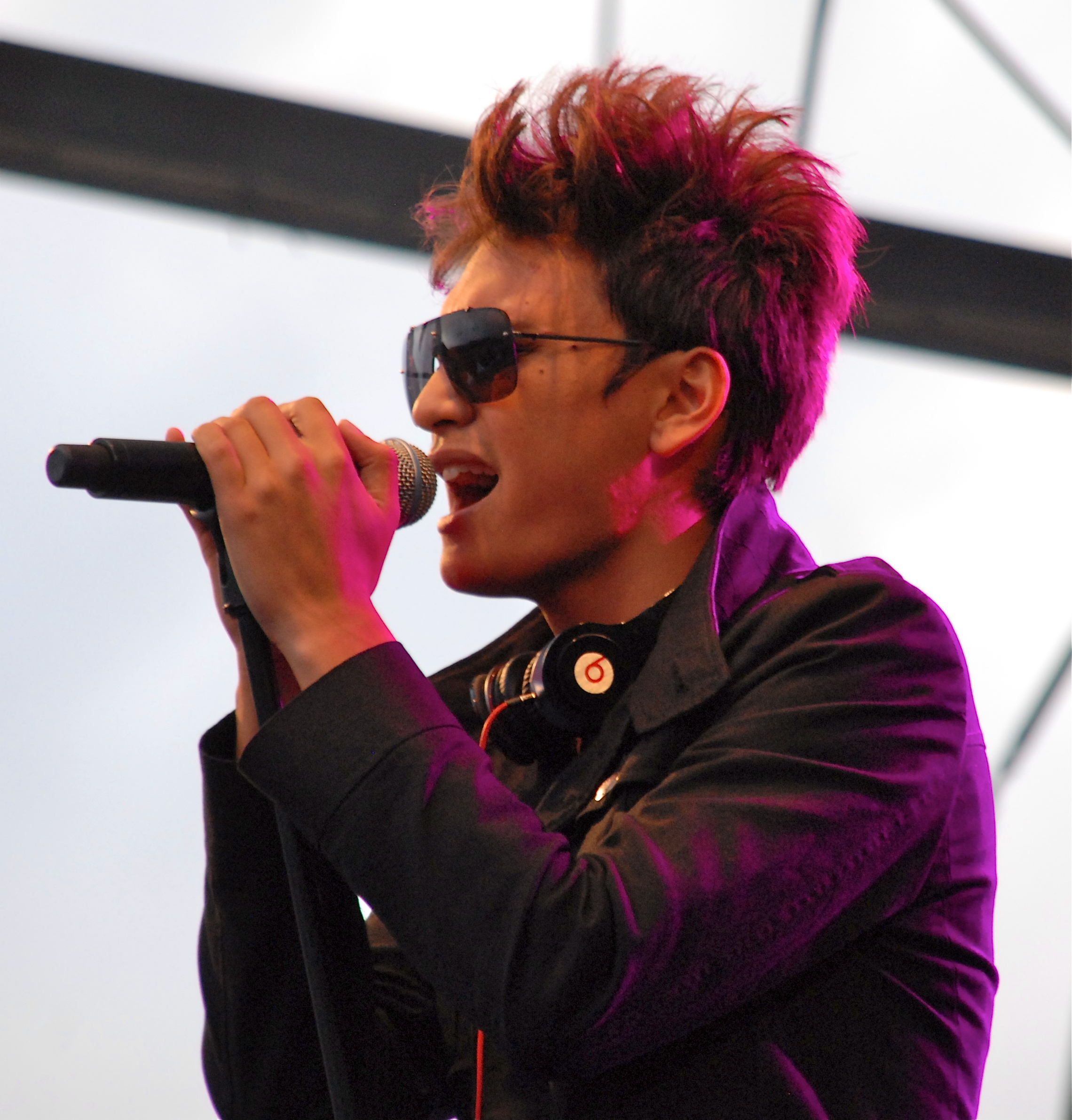
Newkid, 2011

Newkid (* 2. Dezember 1990 in Uddevalla; eigentlich Alexander Jhunior Ferrer) ist ein schwedischer R&B-Sänger und Rapper.

## Biografie
Alexander Ferrer wuchs in Uddevalla nördlich von Göteborg auf. Dort war er als Newkid Teil eines Raptrios, das Ende der 2010er Jahre ein Album aufnahm. Seine eigenen Stücke veröffentlichte er im Internet. 2009 wurde er auf MySpace entdeckt und er bekam ein Angebot, das ihn nach Stockholm führte. Im selben Jahr veröffentlichte er das Mixtape Newkid on the Block und zwei Jahre später sein Debütalbum Alexander JR Ferrer. Beide waren nur mäßig erfolgreich, aber mit dem Song Jag gråter bara i regnet kam er 2011 in die schwedischen Singlecharts.
Doch danach folgte eine Sinnkrise und er brauchte sechs Jahre, bis er sich wieder zurückbesann und er sich wieder der Musik widmete. Mit der EP SS18 kam er 2018 auf Platz 21 der Albumcharts, das folgende Album SS/AW18 konnte sich allerdings nicht platzieren. Mehrere Songs brachte er in die Charts, aber nur auf hintere Ränge.
Der Durchbruch kam 2020 mit Kanske var vi rätt bra ändå, sein erster Top-10-Hit. Sein drittes Album Mount Jhun brachte er auf Platz 3. Und als Gast von Molly Sandén bei Jag mår bra nu erreichte er Platz 4. Gegen Ende des Jahres nahm er an Så mycket bättre teil, wo eingeladene Musiker Songs der anderen Gäste covern. Er wurde zum erfolgreichsten Teilnehmer: Seine Version von Starkare von Ana Diaz erreichte anschließend Platz 2 und Helen Sjöholms Song Du måste finnas von ihm gesungen Platz 1 der Charts.

## Diskografie

### Alben
| Jahr | Titel               | Höchstplatzierung, Gesamtwochen, AuszeichnungChartsChartplatzierungen (Jahr, Titel, Platzierungen, Wochen, Auszeichnungen, Anmerkungen) | Anmerkungen                           |
| Jahr | Titel               | SE | Anmerkungen                           |
| ---- | ------------------- | --- | ------------------------------------- |
| 2011 | Alexander JR Ferrer | — | Erstveröffentlichung: 15. April 2011  |
| 2018 | SS18                | SE21 (45 Wo.)SE | Erstveröffentlichung: 8. Juni 2018 EP |
| 2020 | Mount Jhun          | SE3 Platin · (62 Wo.)SE | Erstveröffentlichung: 29. Mai 2020    |
| 2022 | VI                  | SE1 (53 Wo.)SE | Erstveröffentlichung: 21. Januar 2022 |

### Singles
| Jahr | Titel Album                                       | Höchstplatzierung, Gesamtwochen, AuszeichnungChartsChartplatzierungen (Jahr, Titel, Album, Platzierungen, Wochen, Auszeichnungen, Anmerkungen) | Anmerkungen                                                                           |
| Jahr | Titel Album                                       | SE | Anmerkungen                                                                           |
| ---- | ------------------------------------------------- | --- | ------------------------------------------------------------------------------------- |
| 2011 | Jag gråter bara i regnet Alexander JR Ferrer      | SE51 Platin · (3 Wo.)SE | Erstveröffentlichung: 5. September 2011                                               |
| 2017 | Utan dig Större                                   | SE16 Platin · (21 Wo.)SE | Erstveröffentlichung: 15. Dezember 2017 Molly Sandén & Newkid                         |
| 2018 | Lakan SS18                                        | SE55 ×2Doppelplatin · (11 Wo.)SE |                                                                                       |
| 2019 | Mi amor Mount Jhun                                | SE75 Gold · (1 Wo.)SE | Erstveröffentlichung: 27. September 2019                                              |
| 2020 | Över dig Mount Jhun                               | SE96 Platin · (1 Wo.)SE | Erstveröffentlichung: 28. Februar 2020                                                |
| 2020 | Apelsinskal Blåa jeans, tomma fickor              | SE11 Platin · (18 Wo.)SE | mit Tjuvjakt                                                                          |
| 2020 | Kanske var vi rätt bra ändå Mount Jhun            | SE6 ×3Dreifachplatin · (47 Wo.)SE | Erstveröffentlichung: 24. April 2020                                                  |
| 2020 | Chambea Mount Jhun                                | SE43 Gold · (4 Wo.)SE | Erstveröffentlichung: 22. Mai 2020                                                    |
| 2020 | Dör för min Mount Jhun                            | SE77 (1 Wo.)SE | featuring Jireel                                                                      |
| 2020 | Va min –                                          | SE15 (6 Wo.)SE | mit Victor Leksell & Jireel                                                           |
| 2020 | Jag mår bra nu Dom ska veta                       | SE4 (47 Wo.)SE | Erstveröffentlichung: 4. September 2020 Molly Sandén feat. Newkid                     |
| 2020 | Starkare Så mycket bättre 2020                    | SE2 ×3Dreifachplatin · (44 Wo.)SE | Original: Ana Diaz                                                                    |
| 2020 | Du måste finnas Så mycket bättre 2020             | SE1 ×3Dreifachplatin · (59 Wo.)SE | Original: Helen Sjöholm                                                               |
| 2020 | Mitt hjärta bara sviker mig Så mycket bättre 2020 | SE19 Gold · (6 Wo.)SE | Erstveröffentlichung: 12. Dezember 2020 Original: Loreen (My Heart Is Refusing Me)    |
| 2020 | Vill vi samma sak Så mycket bättre 2020           | SE26 (4 Wo.)SE | Erstveröffentlichung: 19. Dezember 2020 Original: Jakob Hellman (Visa mig)            |
| 2021 | Aldrig haft något annat val VI                    | SE8 Platin · (26 Wo.)SE |                                                                                       |
| 2021 | Chansa Push3r                                     | SE39 (3 Wo.)SE | Erstveröffentlichung: 27. August 2021 Dani M, Newkid & Jireel featuring Simon Superti |
| 2021 | Ingen luft mellan oss VI                          | SE17 (21 Wo.)SE |                                                                                       |
| 2022 | Vänner VI                                         | SE16 (7 Wo.)SE | featuring Myra Granberg                                                               |
| 2022 | Aska VI                                           | SE48 (3 Wo.)SE |                                                                                       |
| 2022 | Våga VI                                           | SE9 Gold · (10 Wo.)SE |                                                                                       |
| 2022 | Tusen gånger om 20-nånting                        | SE13 (16 Wo.)SE | Erstveröffentlichung: 20. Mai 2022 Estraden feat. Newkid                              |
| 2022 | Stå med mig i regnet –                            | SE32 (5 Wo.)SE | Erstveröffentlichung: 16. September 2022                                              |
| 2023 | Julibarn –                                        | SE37 (4 Wo.)SE | Erstveröffentlichung: 27. Oktober 2023 mit Naod                                       |